# American Unitarian Association
Die American Unitarian Association (deutsch: Amerikanische Unitarische Gesellschaft) war eine unitarische Kirche in den Vereinigten Staaten, die sich 1961 mit der Universalist Church of America zur Unitarian Universalist Association vereinigte.
Die Kirche vertrat einen christlichen Unitarismus, der die Vorstellung einer Dreieinigkeit Gottes zurückwies und stattdessen für antitrinitarische Vorstellungen stand.

## Geschichte
Der nordamerikanische Unitarismus entwickelte sich im 18. Jahrhundert in einem vornehmlich protestantisch geprägten Umfeld. Prediger wie Jonathan Mayhew, der zwischen 1747 und 1766 als Pfarrer in Boston wirkte, begannen bereits früh antitrinitarische Positionen zu vertreten. Prägenden Einfluss übte vor allem der aus Europa kommende Sozinianismus.
Die erste unitarische Gemeinde Nordamerikas wurde 1786 in Boston gegründet, indem sich die dortige zuvor noch anglikanische Gemeinde der King’s Chapel unter Einfluss von James Freeman mehrheitlich in Zurückweisung der Vorstellung der Trinität dem Unitarismus zuwandte. Im Jahr 1802 wurde auch die erste von den Pilgervätern in Amerika gegründete puritanische Gemeinde der First Parish Church in Plymouth unitarisch. 1825 wurde schließlich die American Unitarian Association als Dachverband der nordamerikanischen Unitarier gegründet. Mitte des 19. Jahrhunderts gewannen transzendentalistische Vorstellungen Rückhalt innerhalb des amerikanischen Unitarismus, was unter anderem auf das 1836 veröffentlichte Werk Nature von Ralph Waldo Emerson zurückzuführen ist. Ein Teil der Unitarier begann sich zum Ende des 19. Jahrhunderts vom christlichen Fundament des Unitarismus zu lösen. Bereits 1867 wurde von Seite der Rationalisten unter den Unitariern zusammen mit liberalen Quäkern und Agnostikern die Free Religious Association gegründet. 1899 gab es erste Gespräche über die Möglichkeit, sich mit den nordamerikanischen Universalisten der Universalist General Convention zusammenzuschließen. 1961 fusionierten schließlich beide Kirchen zur heutigen Unitarian Universalist Association, in der der christliche Unitarismus und Universalismus im Laufe des 20. Jahrhunderts jedoch von einer eher pantheistisch-humanistischen Auffassung marginalisiert wurde.
Im Jahr 2000 gründete sich mit der American Unitarian Conference (AUC) eine neue theistisch ausgerichtete unitarische Gemeinschaft. Aus dem Zusammenschluss der Unitarian Christian Emerging Church (UCEC) und der Unitarian Christian Conference USA (UCC) folgte 2016 die Unitarian Christian Church of America (UCCA), die sich weiterhin als genuin christliche Kirche versteht.